# Jeová Alencar
Jeová Barbosa de Carvalho Alencar, ou apenas Jeová Alencar, (Fortaleza, 16 de abril de 1974) é um historiador e político brasileiro, atualmente deputado estadual pelo Piauí e vice-prefeito eleito de Teresina.

## Dados biográficos
Filho de Walter Alencar e Constância Maria Barbosa de Carvalho. Formado em Direito na Faculdade das Atividades Empresariais de Teresina (FAETE) e em História pela Universidade Estadual do Piauí, foi coordenador de cursos profissionalizantes, diretor administrativo e financeiro e gerente de abastecimento da Secretaria de Justiça quando a mesma era dirigida por Henrique Rebelo durante o primeiro governo Wellington Dias.
Eleito vereador de Teresina via PTC em 2012, licenciou-se ao ser nomeado diretor-geral do Departamento Estadual de Trânsito (DETRAN) no governo Moraes Souza Filho, reelegendo-se pelo PSDB em 2016. No ano seguinte, elegeu-se para o primeiro de seus três mandatos consecutivos como presidente da Câmara Municipal de Teresina, renovando o mandato de vereador pelo MDB em 2020. Mais tarde, filiou-se aos Republicanos sendo eleito deputado estadual em 2022, afastando-se para assumir a Superintendência de Ações Administrativas Descentralizadas Sul no ano seguinte a convite do prefeito de Teresina, José Pessoa Leal.
Em 2024 foi eleito vice-prefeito de Teresina na chapa de Silvio Mendes, a quem servirá como secretário municipal de Governo.